# 阿穆日萨那·朱戈奈
阿穆日萨那·朱戈奈（1953年11月29日—）蒙古族，蒙古国人，蒙古科学院院士。
他是蒙古人权中心主席，蒙古国立大学法学院国际法系主任，蒙古宪法法院会员，蒙古国家反恐怖协会副主席，蒙古科学院哲学社会学和法律研究所所长。

## 生平
1975年至1978年，在蒙古国立大学法学院。1981年至1989年，担任蒙古人民共和国司法部部长。1988年，获莫斯科大学法学博士。1991年至1992年，担任蒙古人民共和国司法部部长。1993年，担任副教授。1994年起，担任蒙古人权中心主席。1997年升为教授。
1996年至1998年，担任蒙古国司法部部长。1998年起，担任蒙古国立大学法学院国际法系主任，蒙古宪法法院会员。2000年，获蒙古国立大学理学博士。2002年，任蒙古科学院院士。2002年起，担任蒙古国家反恐怖协会副主席。2002年至2009年，担任蒙古国家司法培训和信息研究中心主任。2009年起，担任蒙古科学院哲学社会学和法律研究所所长。2009年，他被聘为长春理工大学法学院客座教授。